# Triple Ultra Triathlon Lensahn
Der Triple Ultra Triathlon Lensahn ist eine Triathlon-Veranstaltung über die Langdistanz. Dieser Ultratriathlon geht über die dreifache Ironman-Distanz: Nach 11,4 Kilometer Schwimmen folgen 540 Kilometer auf dem Rad und dann ein Lauf über die dreifache Marathon-Distanz (126,6 Kilometer).

## Organisation
Die Veranstaltung fand erstmals 1992 auf Initiative des Extremsportlers Wolfgang Kulow statt. Veranstalter ist der TSV Lensahn von 1924 e. V.
Bei dem Wettkampf, der jeweils am letzten Wochenende im Juli in Lensahn stattfindet, nehmen jedes Jahr bis zu 50 Athleten teil. Das Schwimmen über 11,4 km findet im Freibad Lensahn (228 Bahnen zu 50 m) statt. Die Radstrecke über 540 km besteht aus einem Rundkurs zwischen Lensahn und Beschendorf, bei dem insgesamt 112 Runden zu je 4,82 km absolviert werden. Das anschließende Laufen über 127 km findet ebenfalls auf einem Rundkurs (96 Runden zu je 1,32 km) in Lensahn statt.
Als Qualifikation für den Triple Ultra Triathlon Lensahn müssen die Athleten mindestens eine abgeschlossene Teilnahme an einem Ironman-Triathlon (oder einer vergleichbaren Distanz) aus den beiden Vorjahren vorweisen können.
Bei dem Wettkampf in Lensahn handelt es sich um eine nicht von der Deutschen Triathlon Union (DTU) genehmigte Veranstaltung. 1998, 2000, 2003, 2007, 2010 und 2014 war Lensahn Austragungsort der inoffiziellen Weltmeisterschaft der International Ultratriathlon Association (IUTA) über die Dreifach-Langdistanz und 2001 wurde die Europameisterschaft ausgetragen.
Zwischen 1992 und 2005 gewann Astrid Benöhr 13 mal den Triple Ultra Triathlon in Lensahn, in dessen Rahmen sie 1998, 2000 und 2003 inoffizielle Weltmeisterin und 2001 Europameisterin wurde.
2015 waren hier 41 Triathleten aus elf Nationen am Start.
Im Juli 2017 fand hier die 26. Austragung statt. 2023 waren hier 29 Ultra-Triathleten am Start.

## Siegerliste
| Datum              | Sieger Männer        | Zeit     | Siegerin Frauen          | Zeit     |
| ------------------ | -------------------- | -------- | ------------------------ | -------- |
| 1. Aug. 2025       |                      |          |                          |          |
| 26. Juli 2024      | Guillaume Briguet    | 37:37:55 | Alicja Pyszka-Bazan (SR) | 36:13:55 |
| 30. Juli 2023      | Tomasz Maksymowicz   | 35:29:22 | Eva Hürlimann            | 38:18:34 |
| 29. Juli 2022      | Thorsten Eckert -2-  | 34:38:27 | Jacky Camos Wiewel       | 52:37:48 |
| 26. Juli 2019      | Thorsten Eckert      | 36:25:02 | Mareile Hertel           | 37:18:17 |
| 29. Juli 2018      | Robert Karas (SR)    | 30:48:57 | Marie Veslestaul -2-     | 39:29:43 |
| 28. Juli 2017      | Rait Ratasepp        | 34:19:34 | Šárka Kolbova -5-        | 57:21:59 |
| 29. Juli 2016      | Richard Widmer -3-   | 33:14:33 | Marie Veslestaul         | 40:56:03 |
| 24. Juli 2015      | Richard Widmer -2-   | 33:05:16 | Šárka Kolbova -4-        | 46:01:40 |
| 25. Juli 2014      | Richard Widmer       | 34:49:02 | Katrin Burow             | 40:53:32 |
| 26. Juli 2013      | Mark Hohe-Dorst      | 38:00:04 | Manuela Correc           | 51:20:14 |
| 27. Juli 2012      | Heiko Stokloßa -3-   | 34:47:11 | Šárka Kolbova -3-        | 47:22:09 |
| 29. Juli 2011      | Paul Thompson        | 35:35:18 | Šárka Kolbova -2-        | 48:12:42 |
| 30. Juli 2010      | Adrian Brennwald     | 33:29:55 | Šárka Kolbova            | 48:04:44 |
| 24. Juli 2009      | Matej Markovic       | 35:15:11 | Miriam Rau               | 52:11:57 |
| 25. Juli 2008      | Emmanuel Conraux -4- | 35:33:19 | Susanne Beisenherz -3-   | 51:44:16 |
| 27. Juli 2007      | Emmanuel Conraux -3- | 34:54:59 | Susanne Beisenherz -2-   | 54:07:16 |
| 28. Juli 2006      | Emmanuel Conraux -2- | 34:33:54 | Susanne Beisenherz       | 46:45:18 |
| 29. Juli 2005      | Werner Strauch       | 38:09:51 | Astrid Benöhr -13-       | 47:00:23 |
| 30. Juli 2004      | Emmanuel Conraux     | 35:49:25 | Astrid Benöhr -12-       | 43:10:05 |
| 25. Juli 2003      | Luis Wildpanner      | 31:47:57 | Astrid Benöhr -11-       | 39:49:29 |
| 26. Juli 2002      | Pascal Jolly         | 39:09:32 | Lukrecija Blattmann      | 55:32:01 |
| 27. Juli 2001 (EM) | Heiko Stokloßa -2-   | 34:54:58 | Astrid Benöhr -10-       | 42:21:58 |
| 28. Juli 2000      | Heiko Stokloßa       | 35:24:31 | Astrid Benöhr -9-        | 43:36:45 |
| 30. Juli 1999      | Beat Knechtle        | 37:55:51 | Astrid Benöhr -8-        | 41:52:27 |
| 24. Juli 1998      | Antonio Fusaro       | 35:04:13 | Astrid Benöhr -7-        | 41:03:59 |
| 25. Juli 1997      | Norman Schaake       | 36:47:51 | Astrid Benöhr -6-        | 41:18:56 |
| 26. Juli 1996      | Rainer Wybranietz    | 33:52:37 | Astrid Benöhr -5-        | 37:54:54 |
| 4. Aug. 1995       | Gerhard Weber -2-    | 34:17:26 | Astrid Benöhr -4-        | 38:09:29 |
| 12. Aug. 1994      | Gerhard Weber        | 34:13:59 | Astrid Benöhr -3-        | 38:32:18 |
| 6. Aug. 1993       | Mathias Willner      | 36:09:40 | Astrid Benöhr -2-        | 41:44:19 |
| 14. Aug. 1992      | Karl Kiermeyer       | 36:57:05 | Astrid Benöhr            | 39:51:05 |

| Inoffizielle Weltmeisterschaft Triple-Ultratriathlon der International Ultratriathlon Association (IUTA) |